# El Tobe
El Tobe är en ort i Mexiko.   Den ligger i kommunen Nombre de Dios och delstaten Durango, i den centrala delen av landet, 700 km nordväst om huvudstaden Mexico City. El Tobe ligger 1 885 meter över havet och antalet invånare är 241.
Terrängen runt El Tobe är platt åt nordost, men åt sydväst är den kuperad. Runt El Tobe är det glesbefolkat, med 16 invånare per kvadratkilometer. Närmaste större samhälle är Vicente Guerrero, 10,6 km sydost om El Tobe. Omgivningarna runt El Tobe är i huvudsak ett öppet busklandskap.